# Gare de Louviers
La gare de Louviers est une gare ferroviaire, fermée, des lignes de Saint-Georges-Motel à Grand-Quevilly et de Saint-Pierre-du-Vauvray à Louviers, située sur le territoire de la commune de Louviers, dans le département de l'Eure en région Normandie.

## Situation ferroviaire
Établie à 14 mètres d'altitude, la gare de Louviers était située au point kilométrique (PK) 70,179 de la ligne de Saint-Georges-Motel à Grand-Quevilly, entre la gare d'Acquigny et la halte de Saint-Germain ; elle était aussi le terminus de la ligne de Saint-Pierre-du-Vauvray à Louviers, située au point kilométrique (PK) 113,9, après la gare du Vaudreuil - Saint-Étienne.
Elle disposait de 7 voies et de 2 quais ; seules 3 voies subsistent aujourd'hui.

## Histoire
La ligne de Saint-Pierre-du-Vauvray à Louviers a été déclarée d'intérêt public le 14 juin 1861, et a été mise en service le 23 avril 1867, incluant la gare de Louviers. La ville fut ainsi reliée aux gares de Paris-Saint-Lazare et de Rouen-Rive-Droite, par la connexion entre cette ligne et celle de Paris-Saint-Lazare au Havre en gare de Saint-Pierre-du-Vauvray. La ligne de Saint-Georges-Motel à Grand-Quevilly fut déclarée d'utilité publique le 1er mai 1869 et mise en service entre Louviers et Acquigny le 10 mai 1872, et entre Louviers et Caudebec-lès-Elbeuf le 15 août 1875 ; Louviers est ainsi reliée à la gare d'Évreux-Ville, et il faut attendre le 8 janvier 1883 pour qu'elle soit reliée à la gare de Rouen-Orléans, et le 1er juillet 1896 pour qu'elle le soit à la gare d'Évreux-Embranchement.
Le service voyageurs est supprimé entre Louviers et Elbeuf-Ville le 1er mars 1940, et entre Bueil et Louviers le 1er juillet 1950. Le 27 novembre 1969, il est supprimé sur la ligne de Saint-Pierre-du-Vauvray à Louviers. La gare fut utilisée quelque temps pour le service marchandises. Un arrêt de bus fut établi à 450 mètres sous le nom de Louviers - Porte-de-l'Eau. Il desservit une ligne de car TER SNCF reliant Rouen à Évreux en remplacement de la ligne de train disparue.

## Patrimoine ferroviaire

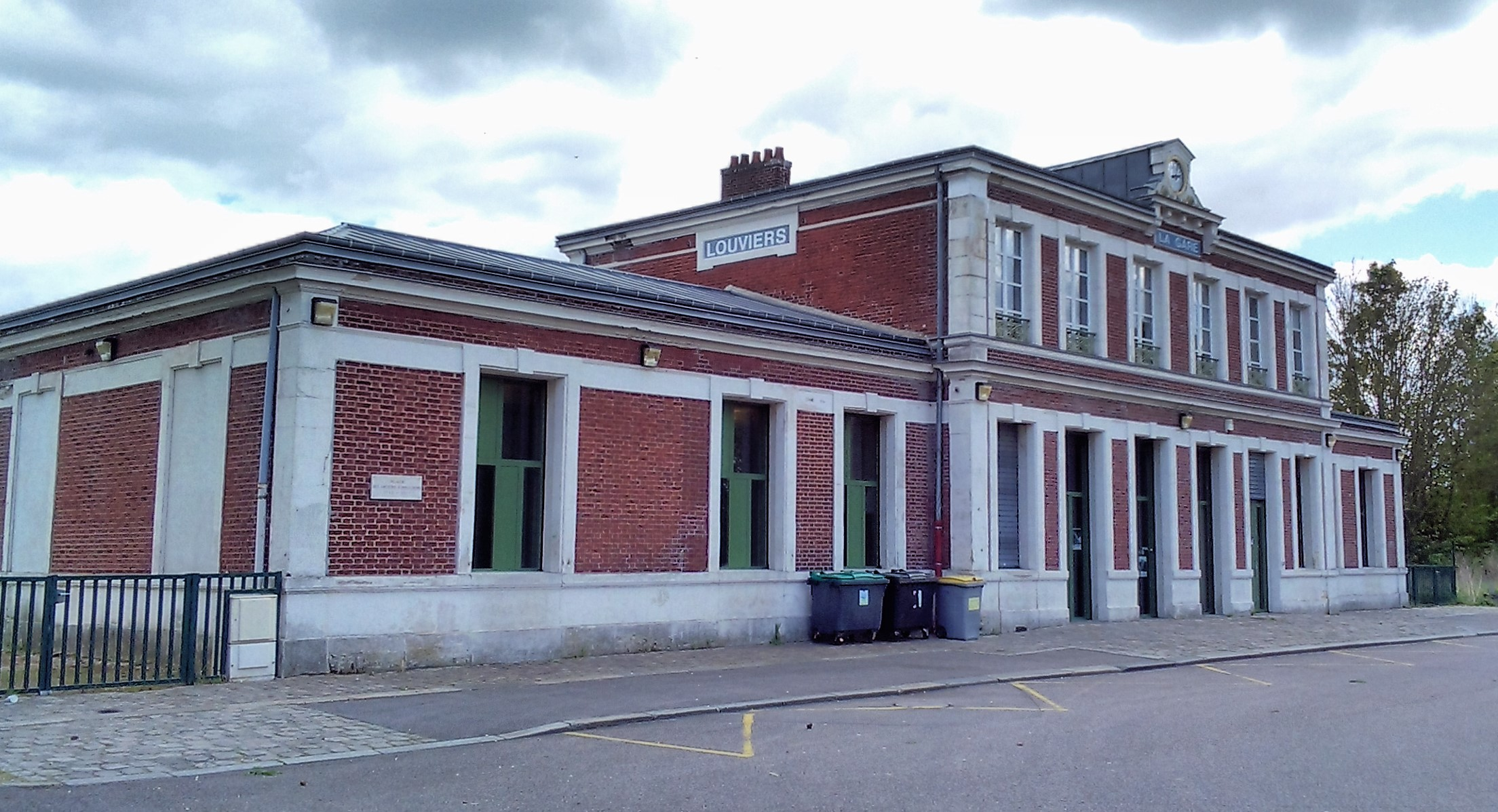
L'ancien bâtiment voyageurs en 2017.

Le bâtiment voyageurs d'origine est toujours présent, réaffecté, il est devenu une salle de concerts communale en 2000, sous le nom de « La gare aux musiques ».

## Projet
La région Normandie souhaite rouvrir une ligne de train reliant Louviers à Rouen d'ici 2027 en trente-trois minutes, qui desservirait les gares de Sotteville, d'Oissel, de Val-de-Reuil, de Pont-de-l'Arche et de Louviers. Le nouvel arrêt à Louviers sera une halte située un peu avant l'ancien bâtiment voyageurs réaffecté.